# Mandapeta
Mandapeta là một thành phố và khu đô thị của huyện East Godavari thuộc bang Andhra Pradesh, Ấn Độ.

## Địa lý
Mandapeta có vị trí 16°52′B 81°56′Đ / 16,87°B 81,93°Đ Nó có độ cao trung bình là 16 mét (52 feet).

## Nhân khẩu
Theo điều tra dân số năm 2001 của Ấn Độ, Mandapeta có dân số 47.115 người. Phái nam chiếm 50% tổng số dân và phái nữ chiếm 50%. Mandapeta có tỷ lệ 62% biết đọc biết viết, cao hơn tỷ lệ trung bình toàn quốc là 59,5%: tỷ lệ cho phái nam là 65%, và tỷ lệ cho phái nữ là 59%. Tại Mandapeta, 11% dân số nhỏ hơn 6 tuổi.